# Campylostemon bequaertii
Campylostemon bequaertii är en benvedsväxtart som beskrevs av Dewild. Campylostemon bequaertii ingår i släktet Campylostemon och familjen Celastraceae. Inga underarter finns listade.